# Le Pontet (Saboia)
Le Pontet é uma comuna francesa na região administrativa de Auvérnia-Ródano-Alpes, no departamento de Saboia. Estende-se por uma área de 8,66 km². Em 2010 a comuna tinha 123 habitantes (densidade: 14,2 hab./km²).